# Daniel Sudar
Daniel Sudar (* 28. Jänner 1998 in Wien) ist ein Fußballspieler kroatischer Nationalität.

## Karriere
Sudar begann seine Karriere beim SK Rapid Wien. Zur Saison 2010/11 wechselte er zum Wiener Sportklub. Im März 2012 kam er in die Jugend des Floridsdorfer AC. Im Jänner 2013 kehrte er zum WSK zurück, im September 2013 wechselte er erneut nach Floridsdorf. Im März 2015 schloss er sich dem SC Team Wiener Linien an. Zur Saison 2016/17 wechselte er nach Niederösterreich zum fünftklassigen SC Wolkersdorf. Für Wolkersdorf spielte er sieben Mal in der 2. Landesliga. Zur Saison 2017/18 wechselte Sudar zu den ebenfalls fünftklassigen Amateuren des SC Wiener Neustadt. Für Wiener Neustadt II absolvierte er 13 Partien. Im Jänner 2018 wechselte er zum sechstklassigen SV Gablitz. In Gablitz spielte er neunmal in der Gebietsliga.
Zur Saison 2018/19 wechselte er zum Regionalligisten FC Stadlau. Für die Wiener kam er insgesamt zu zehn Einsätzen in der Regionalliga. Nach einem halben Jahr in Stadlau schloss er sich im Jänner 2019 dem niederösterreichischen Landesligisten ASV Spratzern an. Für Spratzern spielte er 15 Mal in der Landesliga. Zur Saison 2019/20 kehrte er zum Regionalligisten Team Wiener Linien zurück, in dessen Jugend er zwischen 2015 und 2016 gespielt hatte. Für die Favoritner kam er in eineinhalb Jahren zu 24 Regionalligaeinsätzen. Im Februar 2021 wechselte Sudar nach Serbien zum Erstligisten FK Zlatibor Čajetina. Sein Debüt in der SuperLiga gab er im März 2021, als er am 27. Spieltag der Saison 2020/21 gegen den FK Partizan Belgrad in der 85. Minute für Nemanja Krstić eingewechselt wurde. Bis Saisonende kam er zu zehn Einsätzen in der SuperLiga, aus der er mit Zlatibor zu Saisonende allerdings abstieg. Daraufhin verließ er den Verein nach einem halben Jahr wieder.
Im September 2021 wechselte er nach Griechenland zum Zweitligisten Pierikos Katerini. Für Pierikos kam er zu 23 Einsätzen in der Super League 2. Nach der Saison 2021/22 verließ er den Verein. Im Anschluss wechselte er im August 2022 nach Estland zum Erstligisten FC Nõmme Kalju. Für Nõmme kam er zu fünf Einsätzen in der Meistriliiga. Nach der Saison 2022 verließ er den Klub wieder. Im Jänner 2023 kehrte er dann nach Österreich zurück und wechselte zum Regionalligisten FC Marchfeld Donauauen.